# Nikola Vuljanić
Nikola Vuljanić, né le 25 juin 1949 à Karlovac (Croatie centrale) où il meurt le 2 mars 2024, est une personnalité politique croate du Parti travailliste croate.
Le 14 avril 2013, il est élu député européen lors des premières élections destinées à déterminer les douze députés croates au Parlement européen, à compter du 1er juillet 2013. Auparavant, il était observateur pour la Croatie dans le groupe de l'Alliance progressiste des socialistes et démocrates au Parlement européen.
Il perd son mandat le 25 mai 2014 en n'obtenant que 31 363 voix (3,4 %, moins 2,37 points).